# Lobocleta lacteolata
Lobocleta lacteolata är en fjärilsart som beskrevs av George Duryea Hulst 1896. Lobocleta lacteolata ingår i släktet Lobocleta och familjen mätare. Inga underarter finns listade i Catalogue of Life.